# Rattus detentus
Rattus detentus (Timm, Weijola, Aplin, Flannery & Pine, 2016) è un roditore della famiglia dei Muridi endemico dell'isola di Manus, Nuova Guinea.

## Etimologia
Il termine specifico deriva dalla parola latina detentus, il cui significato è detenuto, con allusione all'isolamento di questa specie sull'isola di Manus e all'utilizzo recente di quest'ultima per trattenere quelle persone in cerca di asilo politico od economico in Australia.

## Descrizione

### Dimensioni
Roditore di grandi dimensioni, con la lunghezza della testa e del corpo di 260 mm, la lunghezza della coda di 150 mm, la lunghezza del piede di 43,2 mm e la lunghezza delle orecchie di 23,4 mm.

### Aspetto
La pelliccia è notevolmente ruvida e spinosa particolarmente sul dorso. Le parti superiori sono grigio scure con dei riflessi più chiari e cosparse di peli spinosi trasparenti, mentre le parti ventrali e il naso sono bianchi. Le orecchie sono grigiastre e rivestite di finissimi peli. Le vibrisse sono ispessite e nerastre. I lati degli arti sono grigio chiari, il dorso delle zampe è scuro, mentre le dita sono bianche. I piedi sono larghi e robusti, la pianta è fornita di cuscinetti, larghi, piatti e lisci, gli artigli sono robusti e color avorio. La coda è poco più lunga della metà della testa e del corpo, è completamente scura con delle chiazze più chiare ed è ricoperta da 6-7 anelli di grosse scaglie rettangolari per centimetro, ognuna corredata da tre peli. Le femmine hanno un paio di mammelle pettorali, un paio post-ascellari e due inguinali.

## Biologia

### Riproduzione
Una femmina catturata in agosto aveva due embrioni.

## Distribuzione e habitat
Questa specie è conosciuta soltanto sull'isola di Manus, nelle Isole dell'Ammiragliato, ad est della Nuova Guinea. È inoltre conosciuta attraverso diverse centinaia di resti fossili risalenti a circa 9.000 anni fa, provenienti da un sito archeologico situato nella parte meridionale dell'isola.
Vive nella vegetazione secondaria come giardini e piantagioni di sago e tapioca.

## Conservazione
Questa specie, essendo stata scoperta solo recentemente, non è stata sottoposta ancora a nessun criterio di conservazione.